# Sacro Cuor

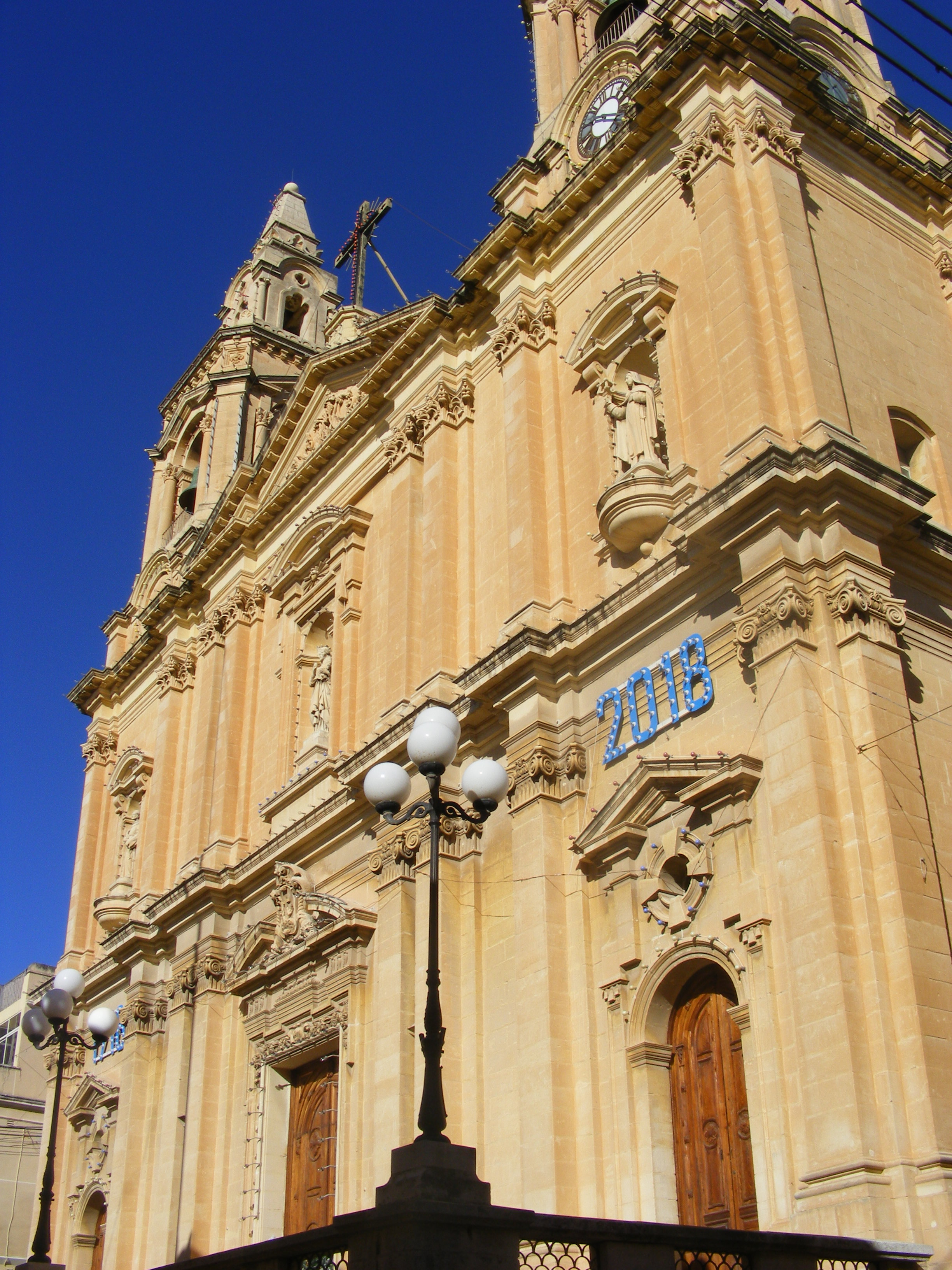
Pfarrkirche Sacro Cuor in Sliema

Die Pfarrkirche Sacro Cuor (maltesisch Il-Madonna tas‑Sacro Cuor, englisch Sacro Cuor Parish Church) ist ein römisch-katholisches Kirchengebäude in Sliema, Malta am Triq Dun Pawl Vella. Sie ist unter der Nummer 20 im National Inventory of Cultural Property of the Maltese Islands eingetragen.

## Geschichte
Um 1877 war die Bevölkerung Sliemas so sehr gewachsen, dass Erzbischof Carmelo Scicluna den Bau einer weiteren Kirche als Ergänzung zur bereits bestehenden Stella-Maris-Kirche anordnete. Diese neue Kirche wurde von dem Architekten Giovanni Domenico Debonno entworfen und erhielt das Patrozinium Unserer Frau vom Heiligen Herzen Jesu (maltesisch il-Madonna tas-Sacro Cuor). Die Kirche wurde 1881 den Franziskanern übergeben. Im Jahr 1918 wurde sie zur zweiten Pfarrkirche in Sliema erhoben. Zu Beginn der 1930er-Jahre erfuhr sie unter der Leitung des Architekten Rafael Pitre aus Valletta eine Erweiterung. Hierbei wurde den Seitenschiffen eine Reihe von kleinen Kuppeln aufgesetzt und das Dach des Mittelschiffs wurde erneuert. Die Westseite erhielt eine neue, dem Barock nachempfundene Fassade, die von zwei Glockentürmen flankiert wird.